# Юкляева, Полина Сергеевна
Полина Сергеевна Юкляева (род. 7 ноября 2003) — российская футболистка, полузащитница клуба «Локомотив» и сборной России.

## Биография
С 10 лет начала тренироваться с мальчиками в футбольной секции, первый тренер — Михаил Геннадьевич Шевелев. В 2017 году в составе димитровградской "Олимпии" выиграла финальный турнир "Кожаный мяч" среди женских команд, а также была признана лучшим игроком турнира. На соревнованиях была замечена представителями УОР №2 (сейчас «Мастер-Сатурн») и приглашена на просмотр в училище г. Звенигорода. В составе УОР №2 стала лучшим игроком и победителем последнего розыгрыша Второго дивизиона (2019 года), и выступала за клуб в 2021-2022 гг. когда он назывался «Химки-УОР», лучший полузащитник Первой  лиги 2021. 
В мае 2022 года подписала долгосрочный контракт с «Локомотивом», где выступала за молодёжную команду. Первый матч за основную команду провела 16 сентября 2022 года против «Ростова». С 2023 года вошла в постоянный состав основной команды. Первый гол за основную команду забила 5 августа 2023 года в матче Кубка России против «Чертаново». Провела 23 матча в сезоне 2023 года, забив 3 мяча.
Выступала за юниорскую и молодёжную сборные России. Первый матч за основную женскую сборную России провела 14 июля 2023 года против сборной Ирана.